# Barbula jacksharpii
Barbula jacksharpii là một loài rêu trong họ Pottiaceae. Loài này được H.A. Crum mô tả khoa học đầu tiên năm 1984.